# アンリ・ド・グルー
アンリ・ド・グルー（Henry de Groux、1866年11月16日 - 1930年1月12日） は、ベルギーの画家、版画家である。象徴主義の画家の一人とされる 。

## 略歴
ブリュッセルで生まれた。父親のシャルル・ド・グルー(Charles de Groux:1825-1880)はコミーヌ(フランスとベルギーの国境の街)生まれの自然主義の画家で、ブリュッセルの美術学校で学びベルギーで画家として活動した人物である。父親はアンリ・ド・グルーが4歳の時に亡くなり、経済的には厳しい生活を強いられたが、父親の友人に助けられて、父親と同じようにブリュッセル王立美術アカデミーで学び、画家としてのキャリアをはじめることができた。1886年のブリュッセルの"Salon de l'Essor"に出展した。

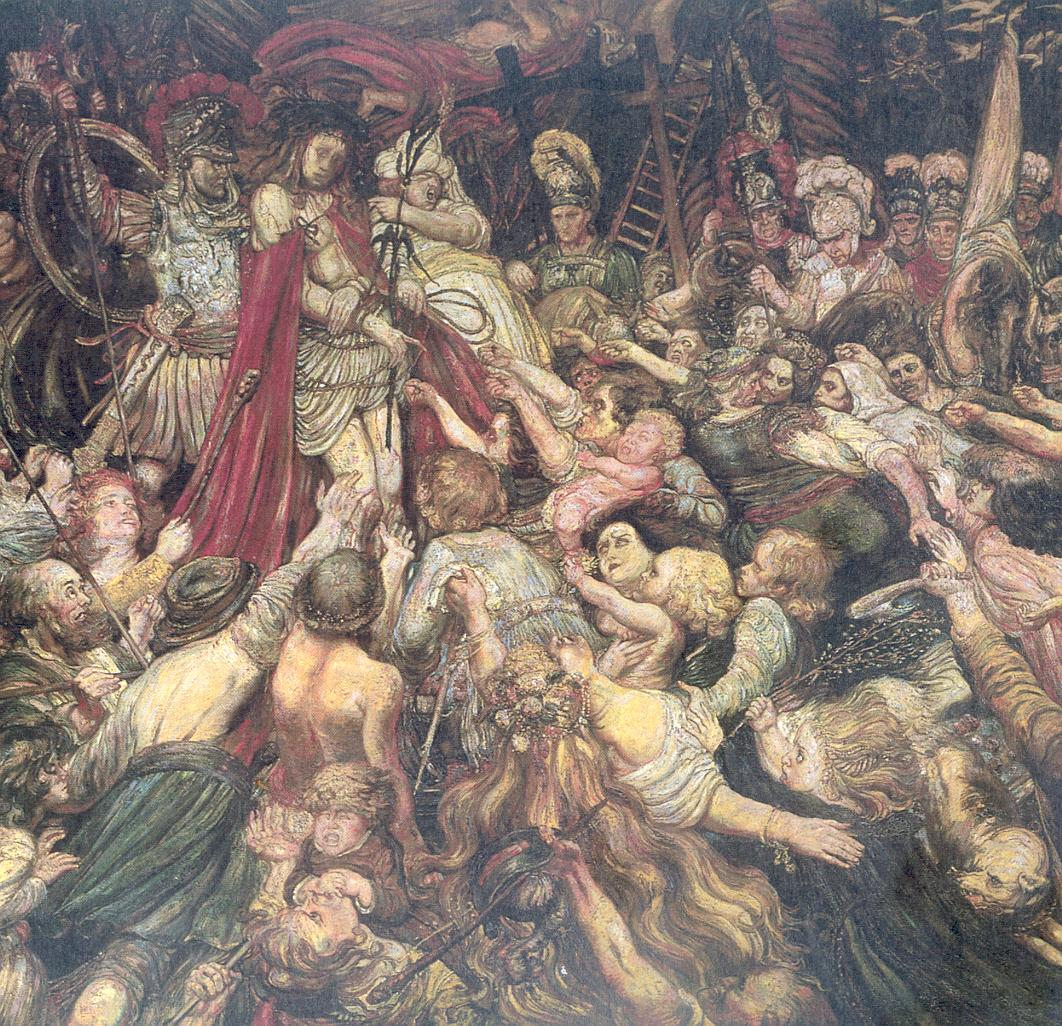
キリストへの侮辱(1889)

官立サロンの運営に反対するグループによって設立された「20人展」のメンバーに1886年に選ばれた。フィンセント・ファン・ゴッホの作品や点描の作品を認めず、1890年にゴッホやポール・シニャックの作品が「20人展」に展示されることになった時、「20人展」を退会した。
1891年からパリで活動を始め文学者のエミール・ゾラの友人となり、ドレフュス事件で社会が騒然となった時、ドレフュス支持の中心的人物となったゾラを裁判所の群衆から守るガード役を務めた。パリで活躍するアンリ・ド・トゥールーズ＝ロートレック、ジェームズ・マクニール・ホイッスラー、ポール・ゴーギャン、ジェームズ・アンソールといった画家たちと同時代の画家として活動し、多くの文学者とも友人になった。多くの書籍や雑誌の挿絵も描いた。
第一次世界大戦後は版画の製作も行い、アヴィニョン、ヴェルヌ、マルセイユなどで暮らし、マルセイユで死去した。

## 作品

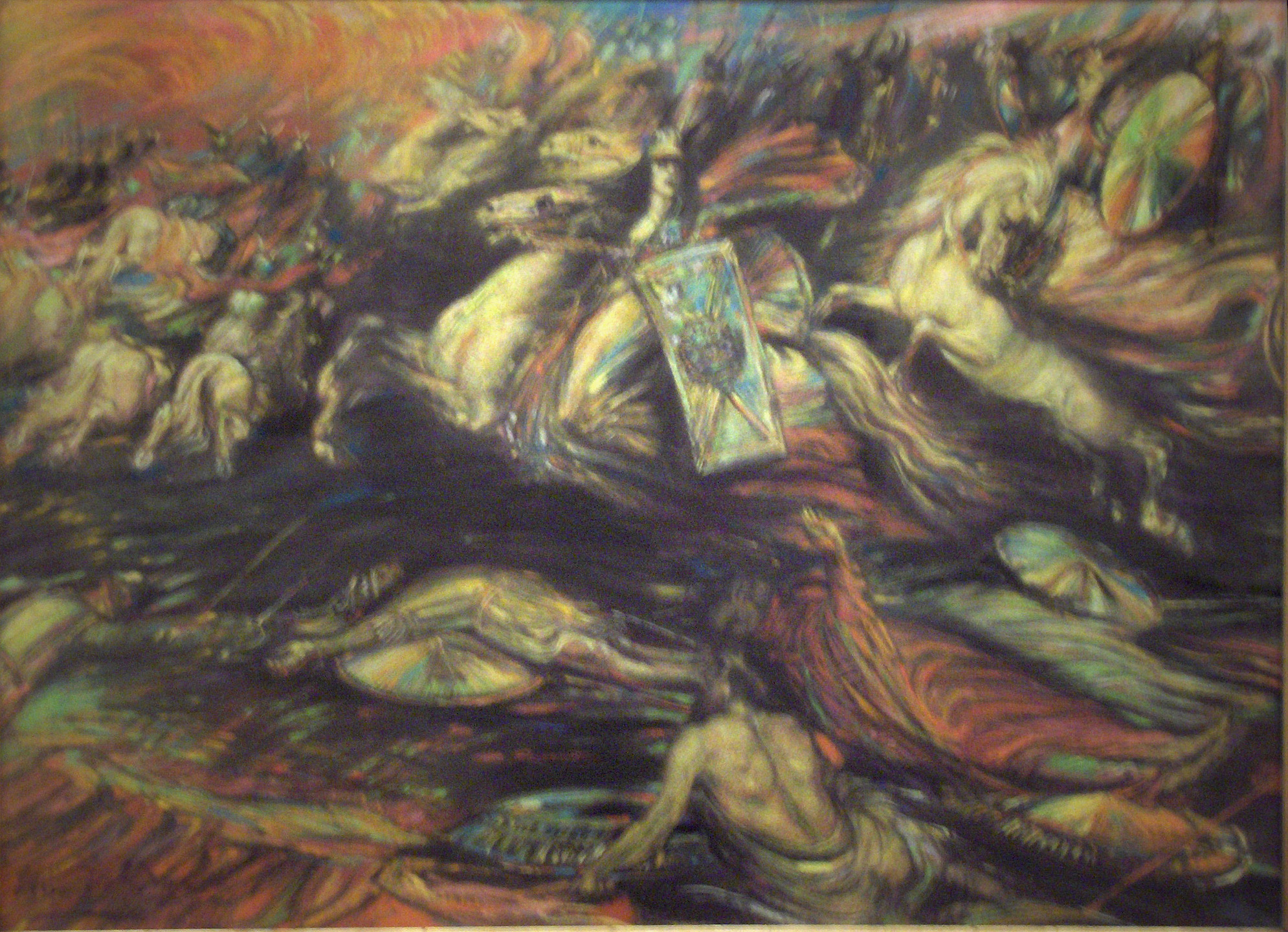
『ワルキューレの騎行』（c.1890）
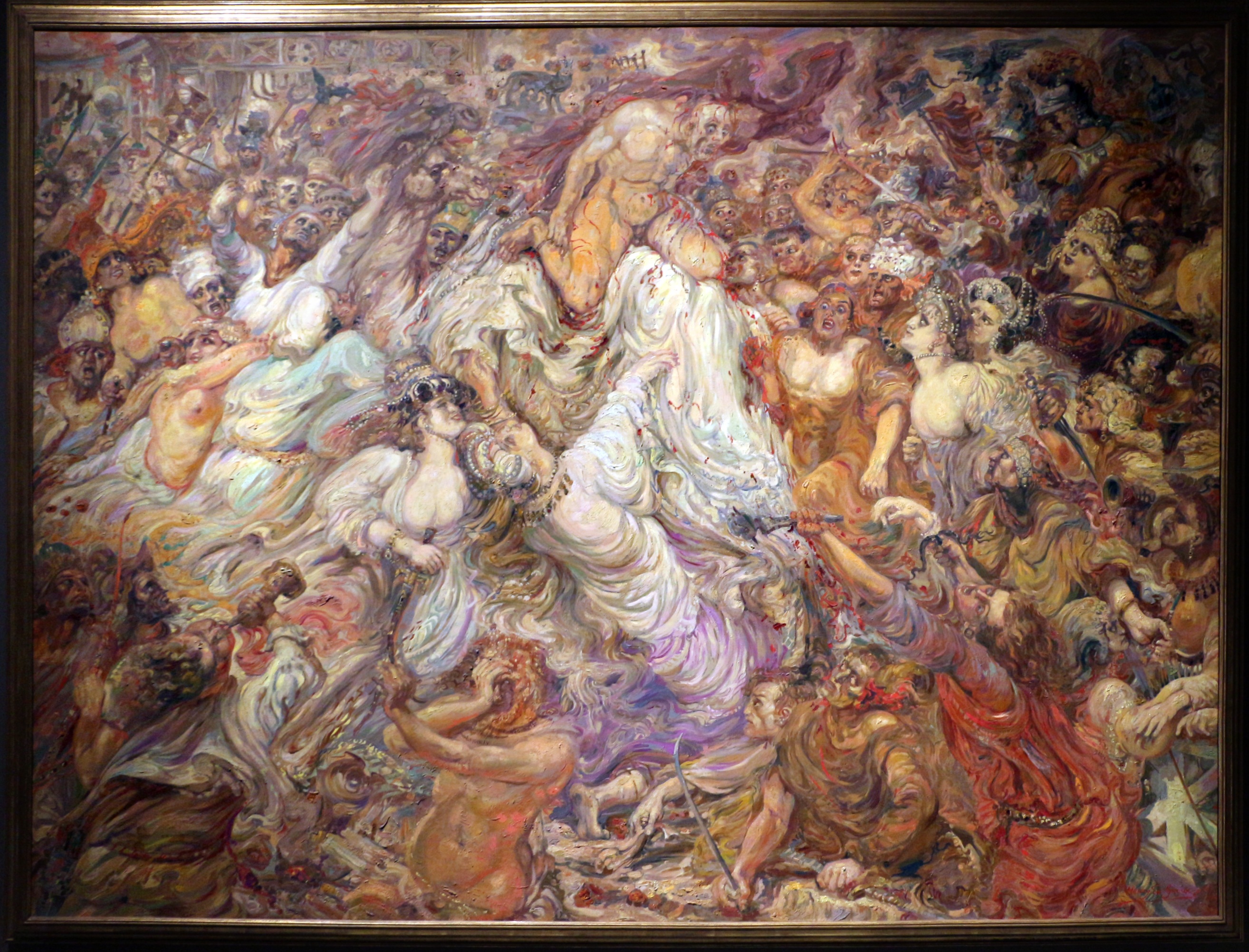
(1926)
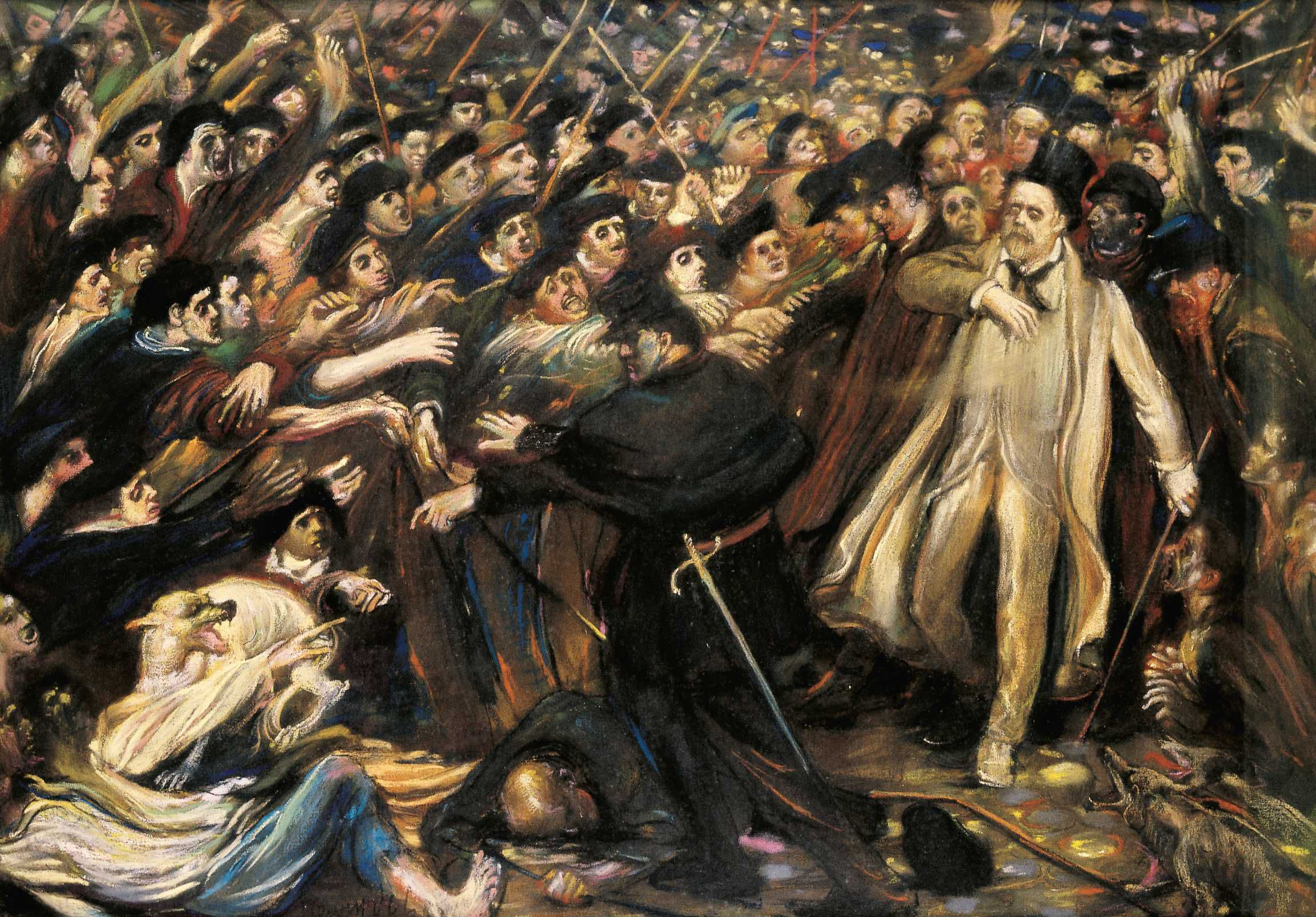
Zola aux outrages

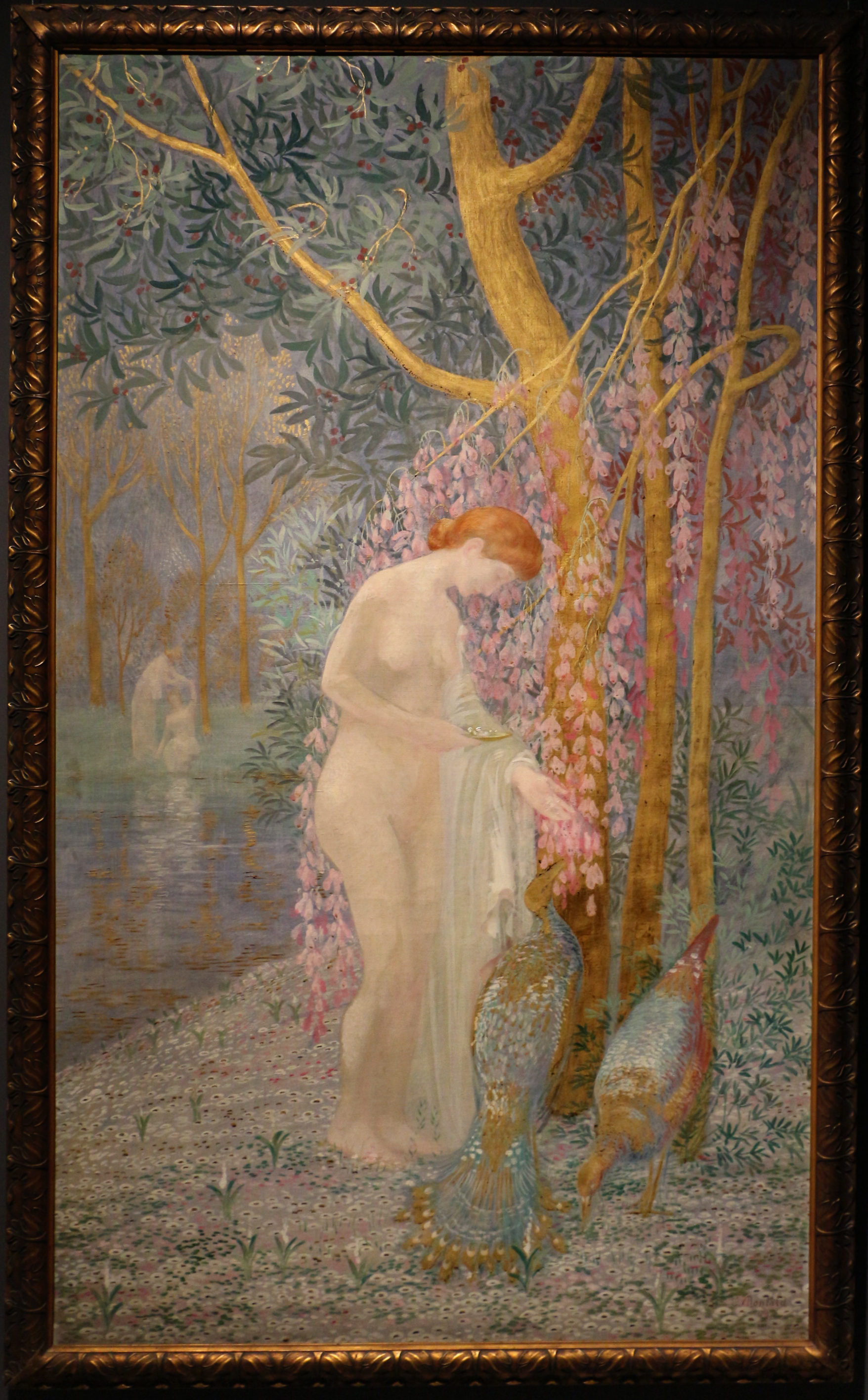
孔雀と女性 (1909)
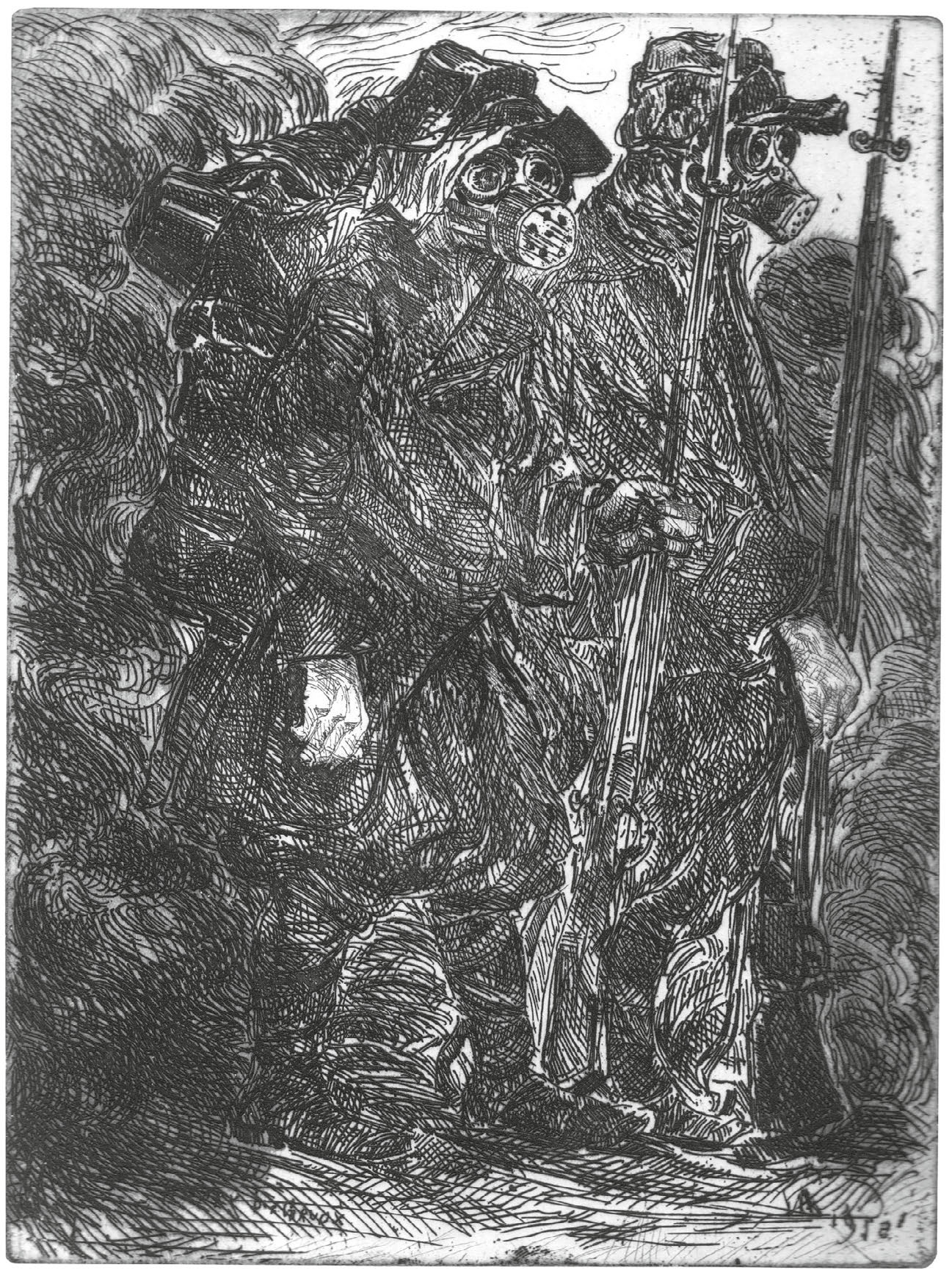
ガスマスク(1914/1918)
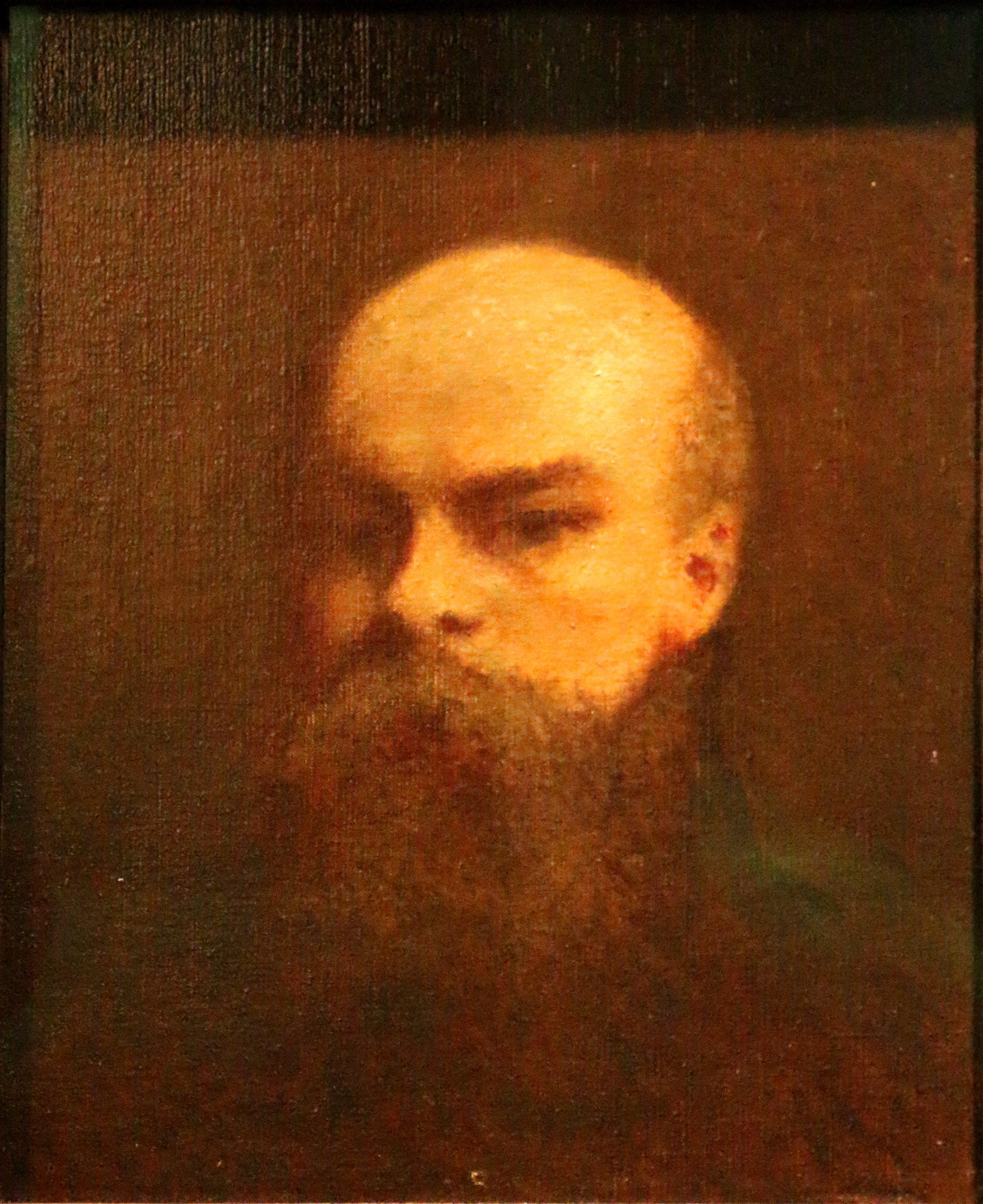
ポール・ヴェルレーヌ
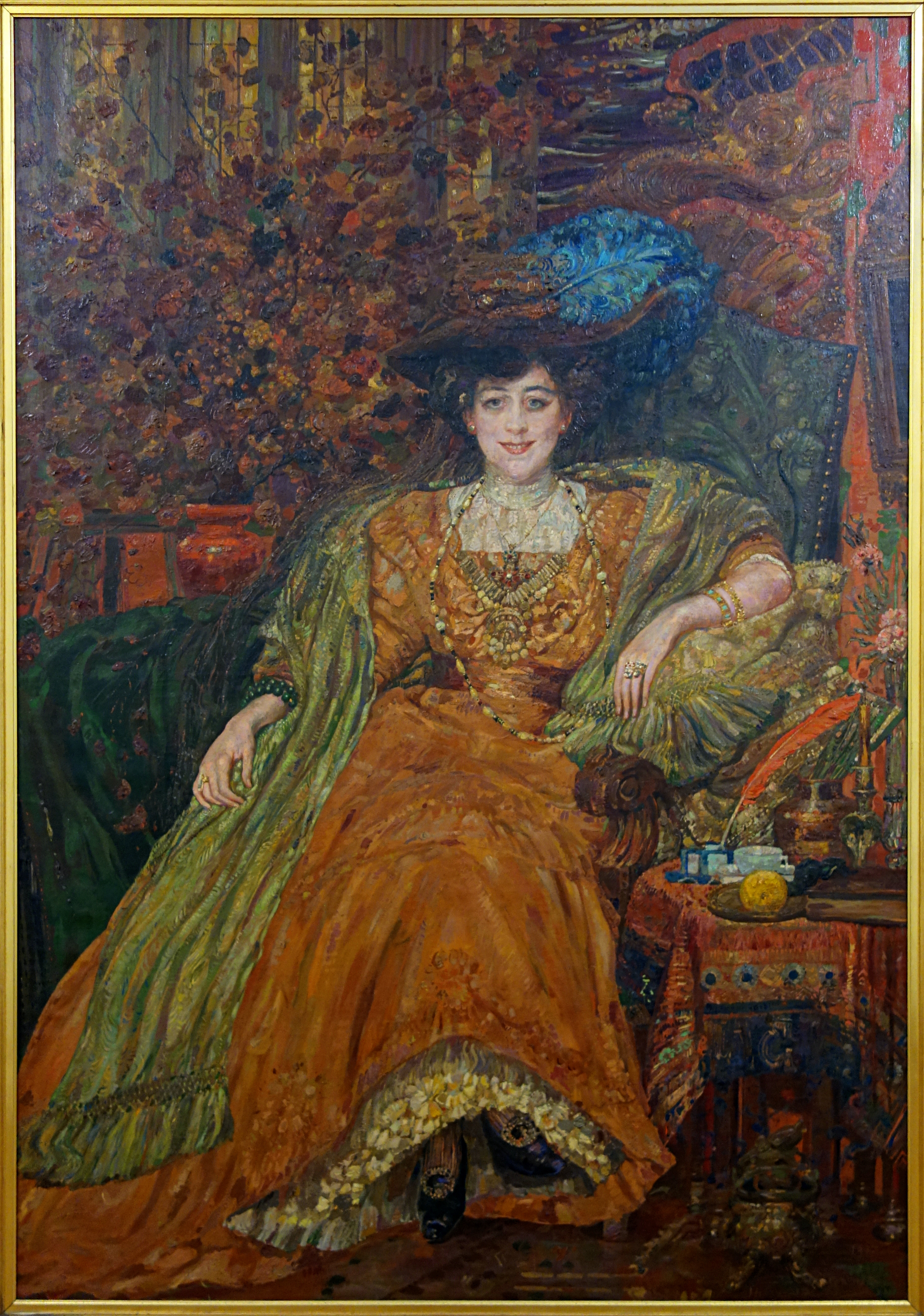